# Žužemberk (gemeente)
Žužemberk (Duits: Seisenberg) is een gemeente in de Sloveense regio Jugovzhodna Slovenija. Tijdens de volkstelling in 2002 telde Žužemberk 4579 inwoners. Het ligt centraal in de regio Suha krajina. Door Žužemberk stroomt de Krka.

## Plaatsen in de gemeente
Boršt pri Dvoru, Brezova Reber pri Dvoru, Budganja vas, Dešeča vas, Dolnji Ajdovec, Dolnji Kot, Dolnji Križ, Drašča vas, Dvor, Gornji Ajdovec, Gornji Kot, Gornji Križ, Gradenc, Hinje, Hrib pri Hinjah, Jama pri Dvoru, Klečet, Klopce, Lašče, Lazina, Lopata, Mačkovec pri Dvoru, Mali Lipovec, Malo Lipje, Pleš, Plešivica, Podgozd, Podlipa, Poljane pri Žužemberku, Prapreče, Prevole, Ratje, Reber, Sadinja vas pri Dvoru, Sela pri Ajdovcu, Sela pri Hinjah, Srednji Lipovec, Stavča vas, Šmihel pri Žužemberku, Trebča vas, Veliki Lipovec, Veliko Lipje, Vinkov Vrh, Visejec, Vrh pri Hinjah, Vrh pri Križu, Vrhovo pri Žužemberku, Zafara, Zalisec, Žužemberk, Žvirče
Črnomelj · Dolenjske Toplice · Kočevje · Kostel · Loški Potok · Metlika · Mirna · Mirna Peč · Mokronog-Trebelno · Novo mesto · Osilnica · Ribnica · Semič · Šentjernej · Šentrupert · Škocjan · Šmarješke Toplice · Sodražica · Straža · Trebnje · Žužemberk